# Park-šuma Hober
Park-šuma Hober" je stotinjak godina stara park-šuma u Korčuli. Od 1969. je pod zaštitom. Pod registarskim je brojem 225. U upisniku Ministarstva zaštite okoliša i prirode Republike Hrvatske je pod imenom Hober, a po rješenju kojim je proglašena kao Gradski park Hober u Korčuli. Zemljopisno je smještena južno od grada Korčule. Park-šumom prevladavaju stabla alepskog bora i pinije s podstojnom etažom makije, te pojedinačnim piramidalnim i vodoravnim čempresima, cedrima, kanarskim borom te agavama.  
Park-šuma je površine 25 hektara. U park-šumi Hoberu je zaštićeno kulturno dobro spomenik poginulima u Prvom svjetskom ratu. U šumi je vidikovac, pješačke staze i kamene klupe. Nekad je bila šetalište Korčulana.

## Vanjske poveznice
- Instagram Park-šuma Hober - fotografije i videozapisi
- HGD Sistematizacija prirodne i kulturne baštine Dubrovačko-neretvanske županije s hijerarhijom turističke atraktivnosti lokaliteta (Dokument Sistematizacija prirodne baštine izvršena je prema podacima Dubrovačko-neretvanske županije, a sistematizacija kulturne baštine prema Registru kulturnih dobara Republike Hrvatske (3; 5; 7; 8; 9).)